# Eleição municipal de Mauá em 2004
A eleição municipal de Mauá em 2004 ocorreu em turno único, no dia 3 de outubro do referido ano, no qual foram eleitos um prefeito, um vice-prefeito e 17 vereadores que são responsáveis pela administração da cidade paulista no mandato a se iniciar em 1.º de janeiro de 2005 e com término em 31 de dezembro de 2008. O prefeito titular era Oswaldo Dias, que pela legislação eleitoral não poderia tentar a reeleição, do Partido dos Trabalhadores. Leonel Damo, candidato do Partido Verde foi eleito em turno único, com 39,63% dos votos válidos, após a cassação dos votos de Márcio Chaves Pires, candidato do Partido dos Trabalhadores, que havia obtido 91.910 votos.

## Controvérsias

### Cassação de Márcio Chaves (PT)
Na véspera da realização do segundo turno, o candidato do Partido dos Trabalhadores Márcio Chaves Pires teve sua candidatura cassada pelo Tribunal Regional Eleitoral de São Paulo por violação à lei eleitoral vigente, onde o candidato, então vice-prefeito, usou um evento público do município para promoção pessoal, uma exposição denominada "Túnel do Tempo" que foi promovida pela prefeitura do município para comemorar os 50 anos de emancipação da cidade, a ênfase teria sido o governo do PT, pois apresentava fotos em comparação ao período em que os antecessores da então administração estavam no poder (onde o candidato Leonel Damo era o então vice-prefeito na época).
Logo após a decisão do TRE-SP, a justiça eleitoral considerou Leonel Damo, segundo candidato mais votado no primeiro turno como vencedor da eleição, anulando a realização do segundo turno que havia sido marcado para o dia 31 de outubro.
No dia 1.º de janeiro de 2005 assumiu o presidente da Câmara Municipal de Mauá Diniz Lopes dos Santos (PL) em detrimento a norma de que em caso de impossibilidade do eleito assumir no prazo correto, o presidente do legislativo municipal assume pelo tempo que for necessário para resolução dos agravos envolvendo o titular eleito, ou a realização de um novo pleito pela justiça eleitoral.
A ação movida pela candidatura do Partido dos Trabalhadores chegou ao Supremo Tribunal Federal em maio de 2005, tendo sido julgado em 1.º de dezembro do referido ano, onde a turma do tribunal por maioria decidiu negar provimento ao agravo regimental protocolado pelo Partido dos Trabalhadores, dando oficialmente a vitória à Leonel Damo, do Partido Verde.
No dia 8 de dezembro de 2005 Leonel Damo e sua vice Leni Mariano Walendy, do Partido da Social Democracia Brasileira tomaram posse na Câmara Municipal de Mauá.

## Candidaturas
| N° | Prefeito     | Prefeito                                                 | Prefeito | Prefeito                                                                       | Vice-prefeito (a) | Vice-prefeito (a) | Vice-prefeito (a)                     | Vice-prefeito (a) | Vice-prefeito (a) | Coligação Partido(s)                                                           | Ref. |
| N° | Candidato(a) | Candidato(a)                                             | Partido  | Cargos relevantes                                                              | Candidato(a)      | Candidato(a)      | Candidato(a)                          | Partido           | Cargos relevantes | Coligação Partido(s)                                                           | Ref. |
| -- | ------------ | -------------------------------------------------------- | -------- | ------------------------------------------------------------------------------ | ----------------- | ----------------- | ------------------------------------- | ----------------- | ----------------- | ------------------------------------------------------------------------------ | ---- |
| 13 |              | Márcio Chaves Márcio Chaves Pires                        | PT       | - Vereador de Mauá (1989-1992) - Vice-prefeito de Mauá (1997-2004)             |                   |                   | Helcio Helcio Antônio da Silva        | PT                |                   | Mauá Cada Dia Melhor (PT, PDT, PTB, PMDB, PSL, PTN, PCB, PMN, PTC, PRP, PCdoB) |      |
| 16 |              | Diego Diego Martins dos Santos                           | PSTU     |                                                                                |                   |                   | Huilame Huilame Ferreira Magalhães    | PSTU              |                   | Partido Isolado                                                                |      |
| 23 |              | Jacomussi Admir Jacomussi                                | PPS      |                                                                                |                   |                   | Ratti Antônio Calixto Ratti           | PPS               |                   | Mauá Tem Jeito (PPS, PRONA)                                                    |      |
| 29 |              | Catarina do Coqueiro Catarina Borges                     | PCO      |                                                                                |                   |                   | Coqueiro Waldemar dos Santos Coqueiro | PCO               |                   | Partido Isolado                                                                |      |
| 40 |              | Chiquinho do Zaíra Francisco Esmeraldino Felipe Carneiro | PSB      |                                                                                |                   |                   | Antônio Carlos Antônio Carlos de Lima | PL                |                   | Renova Mauá (PSB, PL ,PHS)                                                     |      |
| 43 |              | Leonel Damo                                              | PV       | - Prefeito de Mauá (1983-1988) - Vice-prefeito de Mauá (1970-1973) (1993-1996) |                   |                   | Leni Walendy Leni Mariano Walendy     | PSDB              |                   | Mauá Melhor (PV, PSDB, PP, PSC, PFL, PAN, PSDC, PRTB, PTdoB)                   |      |

## Resultados

### 1.º Turno
| Prefeito(a)                | Vice                         | 1.º turno 3 de outubro de 2004 | 1.º turno 3 de outubro de 2004 |
| Prefeito(a)                | Vice                         | Votação                        | Votação                        |
| Prefeito(a)                | Vice                         | Total                          | %                              |
| -------------------------- | ---------------------------- | ------------------------------ | ------------------------------ |
| Márcio Chaves Pires (PT)   | Helcio Antônio da Silva (PT) | 91.910                         | 45,77%                         |
| Leonel Damo (PV)           | Leni Walendy (PSDB)          | 79.584                         | 39,63%                         |
| Chiquinho do Zaíra (PSB)   | Antônio Carlos (PL)          | 20.252                         | 10,09%                         |
| Admir Jacomussi (PPS)      | Ratti (PPS)                  | 7.966                          | 3,97%                          |
| Catarina do Coqueiro (PCO) | Coqueiro (PCO)               | 681                            | 0,34%                          |
| Diego Martins (PSTU)       | Huilame (PSTU)               | 417                            | 0,21%                          |
| → Total de votos válidos   | → Total de votos válidos     | 200.810                        | 89,66%                         |
| → Votos em branco          | → Votos em branco            | 6.585                          | 2,94%                          |
| → Votos nulos              | → Votos nulos                | 16.568                         | 7,40%                          |
| Total                      | Total                        | 223.963                        | 88,40%                         |
| Abstenções                 | Abstenções                   | 29.386                         | 11,60%                         |
| Total de inscritos         | Total de inscritos           | 253.349                        | 100%                           |

## Câmara de Vereadores
Para o quadriênio 2005-2008, foram eleitos 17 vereadores.
| Vereadores eleitos em Mauá - 2004 | Vereadores eleitos em Mauá - 2004 | Vereadores eleitos em Mauá - 2004 | Vereadores eleitos em Mauá - 2004 | Vereadores eleitos em Mauá - 2004 |
| Candidato (a)                     | Partido                           | Coligação                         | Votação                           | Votação                           |
| Candidato (a)                     | Partido                           | Coligação                         | Votos                             | %                                 |
| --------------------------------- | --------------------------------- | --------------------------------- | --------------------------------- | --------------------------------- |
| Vanessa Damo                      | PV                                | PP, PFL, PV, PSDB                 | 6.020                             | 2,86%                             |
| Cincinato Lourenço                | PSDC                              | PSDC, PTdoB                       | 5.966                             | 2,84%                             |
| Paulo Eugênio                     | PT                                | PT, PMDB, PCdoB                   | 4.447                             | 2,11%                             |
| Cássia Rubinelli                  | PT                                | PT, PMDB, PCdoB                   | 3.891                             | 1,85%                             |
| Manoel Lopes                      | PFL                               | PP, PFL, PV, PSDB                 | 3.856                             | 1,83%                             |
| Atila Jacomussi                   | PPS                               | PPS, PRONA                        | 3.844                             | 1,83%                             |
| José Luiz Cassimiro               | PT                                | PT, PMDB, PCdoB                   | 3.712                             | 1,77%                             |
| Edgard Grecco Filho               | PSDB                              | PP, PFL, PV, PSDB                 | 3.627                             | 1,72%                             |
| Diniz Lopes                       | PL                                | PL, PHS, PSB                      | 3.619                             | 1,72%                             |
| Silvar Silva Silveira             | PCdoB                             | PT, PMDB, PCdoB                   | 3.484                             | 1,66%                             |
| Altino Moreira dos Santos         | PL                                | PL, PHS, PSB                      | 3.420                             | 1,63%                             |
| Rogério Moreira Santana           | PT                                | PT, PMDB, PCdoB                   | 3.244                             | 1,54%                             |
| Carlos Alberto Polisel            | PSDB                              | PP, PFL, PV, PSDB                 | 2.875                             | 1,37%                             |
| Ozelito José Benedito             | PSDC                              | PSDC, PTdoB                       | 2.354                             | 1,12%                             |
| Alberto Betão Pereira Justino     | PTB                               | PTB, PSL, PTC                     | 2.272                             | 1,08%                             |
| Eugenio Rufino                    | PTB                               | PTB, PSL, PTC                     | 2.138                             | 1,02%                             |
| Luis Alfredo Simão                | PSDC                              | PSDC, PTdoB                       | 1.682                             | 0,80%                             |
| Total de votos válidos            | Total de votos válidos            | Total de votos válidos            | 188.686                           | 89,67%                            |
| Votos Apurados                    |                                   |                                   |                                   |                                   |
| Votos válidos                     | Votos válidos                     | Votos válidos                     | 210.413                           | 93,95%                            |
| Votos em branco                   | Votos em branco                   | Votos em branco                   | 6.753                             | 3,02%                             |
| Votos nulos                       | Votos nulos                       | Votos nulos                       | 6.797                             | 3,03%                             |
| Total de votos apurados           | Total de votos apurados           | Total de votos apurados           | 210.413                           | 93,95%                            |
| Eleitores                         |                                   |                                   |                                   |                                   |
| Comparecimento                    | Comparecimento                    | Comparecimento                    | 223.963                           | 88,40%                            |
| Abstenções                        | Abstenções                        | Abstenções                        | 29.386                            | 11,60%                            |
| Total de eleitores                | Total de eleitores                | Total de eleitores                | 253.349                           | 100%                              |

| Legenda | Legenda      |
| ------- | ------------ |
|         | Reeleito (a) |